# عمرية (منبج)
عمرية قرية سوريّة تتبع إداريّاً لمحافظة حلب منطقة منبج ناحية مركز منبج، بلغ تعداد سكانها 788 نسمة حسب التعداد السكاني لعام 2004.